# Симеон (Костадинов)
Митрополи́т Симео́н (в миру Христо Димитров Костадинов; 17 сентября 1926, Варна — 16 апреля 2016) — епископ Болгарской православной церкви на покое, митрополит Западно- и Среднеевропейский.

## Биография
Начальное и среднее образование получил в своём родном городе. В 1945—1946 годы работал учителем начальной школы в деревне Дрындар (ныне Варненская область). Затем четыре года он был младшим учителем в деревне Суворово. Он учился в институте по совершенствованию учителей-педагогов и после завершения работал педагогом в Софии, параллельно в 1952 году окончил Софийскую духовную семинарию святого Иоанна Рыльского. В 1953 году поступил в духовную академию святого Климента Охридского в Софии. Будучи студентом по решению Священного Синода был принят в качестве послушника в Преображенский монастырь.
6 декабря 1954 года митрополитом Ловчанским Филаретом (Атанасовым) в академическом храме пострижен в монашество с именем Симеон под духовное наставничество епископа Левкийского Парфения (Стаматова).
12 февраля 1955 года в том же храме ректором духовной академии епископом Николаем (Кожухаровым) был рукоположён в сан иеродиакона.
В том же году он был причислен к братству Рильского монастыря, где он провел отпускные месяцы. С конца 1957 года до лета 1959 года специализировался в Московской духовной академии. По благословению Священного Синода Болгарской церкви 8 октября 1958 года в Троице-Сергиевой лавре Патриарх Московский и всея Руси Алексий I рукоположил его в сан иеромонаха.
В 1957—1958 годах стажировался в Московской духовной академии.
8 октября 1958 года рукоположён патриархом Московским и всея Руси Алексием I во иеромонаха.
В 1959 году вернулся в Болгарию и назначен преподавателем Софийской духовной семинарии.
1 ноября 1961 года был возведён во архимандрита.
С 22 января 1966 года — протосингел Нью-Йоркской епархии.
14 января 1973 года в кафедральном соборе святого Александра Невского был рукоположён во епископа Главиницкого и назначен викарием Нью-Йоркской и местоблюстителем Акронской митрополий.
22 декабря 1979 года назначен за патриаршим викарием, управляющим болгарскими церковными общинами в Западной Европе.
С 1980 года — патриарший викарий для окормления Западной Европы с пребыванием в Будапеште.
17 апреля 1986 году назначен правящим епископом Западноевропейским с возведением в сан митрополита.
30 мая 1994 года титул изменён на «Западно- и Среднеевропейский», а кафедра перенесена в Берлин.
24 июня 2005 года ушёл на покой по состоянию здоровья, сохраняя за собой прежний титул. Однако 27 октября того же года вновь возглавил Западно- и Среднеевропейскую епархию.
1 декабря 2009 года Священный Синод Болгарской православной церкви освободил митрополита Симеона и его викария Тихона (Иванова) от занимаемых должностей. Основанием для решения послужило многолетнее проживание митрополита Симеона вне своей епархии, так как он, по состоянию сердечного здоровья, пребывал и лечился в городе Финикс, США. Его викарий, на деле руководящий епархией, вызывал нарекания в церковных кругах из-за прокатолических действий.
В ответ на это решение Митрополит Симеон распространил протестные письма, но прибыв в Софию по приглашению Синода 21 декабря 2009 года объявил, что подчиняется решению церковной власти.
Освобождение Западноевропейских вызвало протесты в их епархии и широкое обсуждение с оттенком скандальности в болгарской прессе. По возвращении в Западноевропейскую епархию, митрополит Симеон снова занял конфликтную позицию. 23 февраля 2010 года Священный Синод Болгарской Церкви пригрозил митрополиту Симеону извержением из сана, если он не согласится с решением об освобождении кафедры и не напишет покаянного письма в Синод. Тогда же стало известно, что 21 священник Западноевропейской епархии создали «инициативный комитет» и вели переговоры с кабинетом патриарха Константинопольского Варфоломея о переходе в его юрисдикцию вместе с митрополитом Симеоном.
20 апреля 2010 года митрополит Симеон был запрещён в священнослужении за непослушание Синоду и попытку неканонического перехода в юрисдикцию другой поместной Церкви.
8 июня того же года Синод Болгарской Православной Церкви принял решение оставить управляющим Западно- и Среднеевропейской кафедрой митрополита Симеона, что означает, что с него было снято запрещение в служении. Решающим при голосовании по этому вопросу стал голос Болгарского Патриарха Максима: 7 архиереев проголосовали за и 7 — против. При этом митрополиты Старозагорский Галактион (Табаков), Ловчанский Гавриил (Динев) и Плевенский Игнатий (Димов) отказались подписать окончательное решение Синода.
При этом митрополиту Симеону был назначен викарий — епископ Константийский Антоний (Михалев), который де факто и стал управлять епархией; он же представлял епархию на православных епископских собраниях.
11 июня 2013 года решением Синода Болгарской Православной Церкви почислен на покой по состоянию здоровья.
Скончался 16 апреля 2016 года в городе Финикс, штат Аризона, США.